# اچ‌ام‌اس آگوستا (۱۷۶۳)
اچ‌ام‌اس آگوستا (۱۷۶۳) (به انگلیسی: HMS Augusta (1763)) یک کشتی بود که طول آن ۱۵۹ فوت (۴۸ متر) بود. این کشتی در سال ۱۷۶۳ ساخته شد.